# Flavio Domizio Leonzio
Flavio Domizio Leonzio (latino: Flavius Domitius Leontius; Berytus, ... – ...; fl. 344) è stato un politico romano di età imperiale.
Nacque probabilmente a Berytus (moderna Beirut), come suggerito da una statua erettagli in quella città.
Vicario nel 338, divenne Prefetto del pretorio d'Oriente nel 340, tenendo la carica fino al 344. Nel 344 fu anche console prior, con Flavio Giulio Sallustio (in Oriente tutto l'anno e in Occidente da giugno) e Flavio Bonoso (in Occidente fino a maggio).